# Chaînon Hermit
Le chaînon Hermit (Hermit Range) est un massif de montagne de la Colombie-Britannique, au Canada, situé tout juste au nord du col Rogers dans le parc national des Glaciers.

## Toponymie

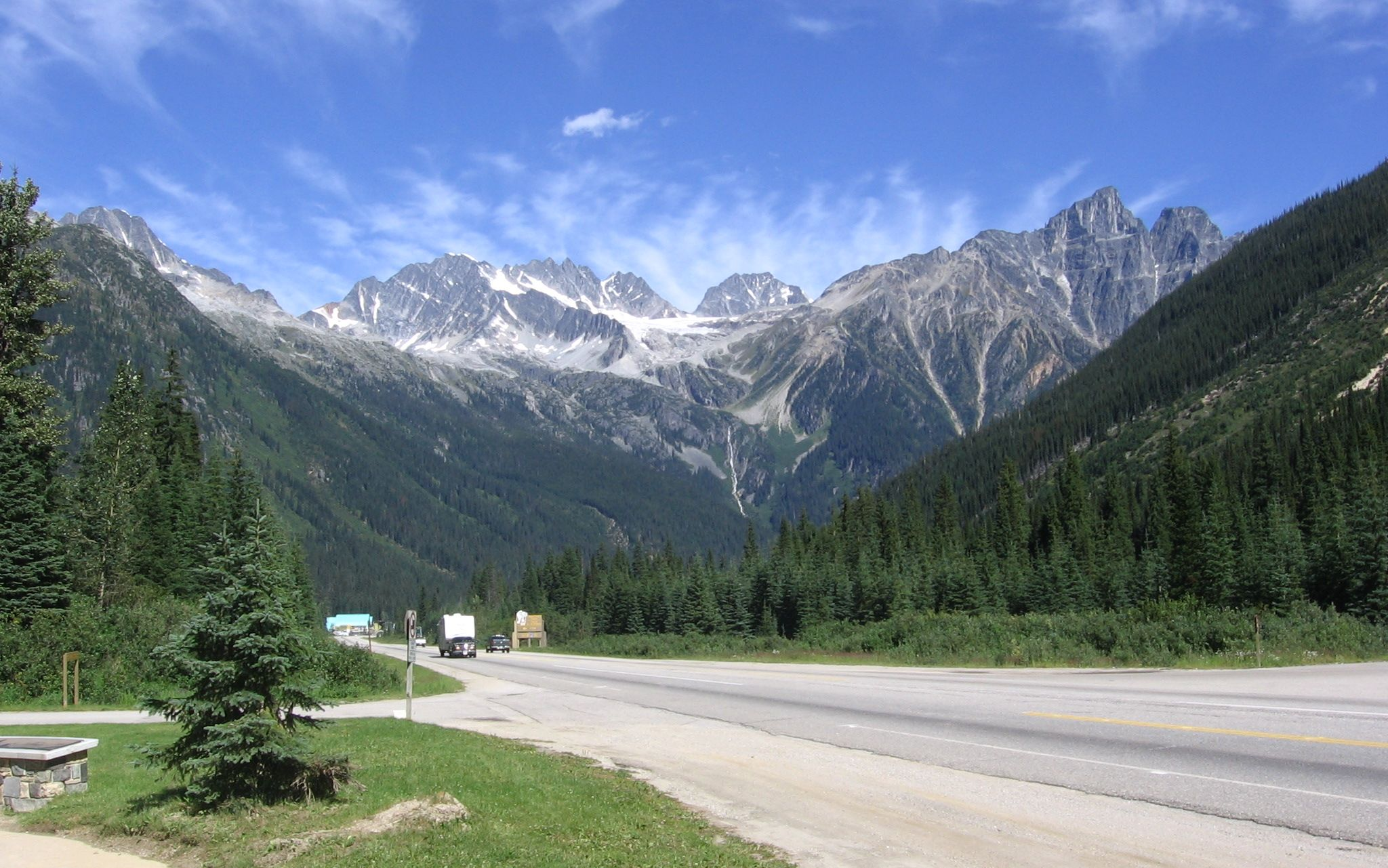
Vue du chaînon Hermit depuis le col Rogers.

Le nom du massif fait référence à deux sommets de celui-ci, The Hermit et le mont Hermit[réf. souhaitée]. Le mont Hermit a été nommé ainsi car il présente une formation rocheuse ressemblant à l'hermite sur une publicité de « St. Jacob's Oil ».